# کولی‌دم (واشینگتن)
کولی‌دم (به انگلیسی: Coulee Dam) یک منطقهٔ مسکونی در ایالات متحده آمریکا است که در شهرستان داگلاس، واشینگتن واقع شده‌است. کولی‌دم ۲٫۰۵ کیلومتر مربع مساحت و ۱٬۰۹۸ نفر جمعیت دارد و ۳۴۹ متر بالاتر از سطح دریا واقع شده‌است.